# Craig McCracken
Craig McCracken (ur. 31 marca 1971) – amerykański animator, twórca seriali animowanych, m.in. Atomówki (The Powerpuff Girls), Dwa głupie psy (2 Stupid Dogs), Dom dla Zmyślonych Przyjaciół pani Foster (Foster’s Home For Imaginary Friends), W tę i nazad (Wander Over Yonder), Kid Cosmic. Wystąpił epizodycznie w Domu dla Zmyślonych Przyjaciół pani Foster, w odcinku pt. Fałszywy film (ang. One false movie).

## Życiorys
Urodził się 31 marca w roku 1971, w Charleroi, w stanie Pennsylvania. W wieku siedmiu lat, po śmierci ojca, z rodziną przeniósł się do Whittier w Kalifornii.
Interesował się rysunkiem już w młodym wieku, a po ukończeniu liceum udał się na wydział animacji California Institute of the Arts. Tam spotkał kolegę o imieniu Genndy Tartakovsky, z którym współpracował od czasu do czasu.
W 1993 roku dostał posadę w Hanna-Barbera Cartoons, gdzie był dyrektorem artystycznym serialu Dwa głupie psy.
Po dwóch latach zaczął produkcję Atomówek, których premiera nastąpiła w 1995 roku w Co za kreskówka!. Kontynuację zaczął w 1998 roku, kiedy to produkcja stała się osobnym serialem. Serial zdobył nagrody Emmy, jak i Annie. Produkcja się zakończyła w 2004 roku, jednak po czterech latach powstał również film pełnometrażowy pt. Atomówki rządzą! z okazji 10. rocznicy rozpoczęcia produkcji.
W 2004 roku wyemitowano jego kolejny serial pt. Dom dla Zmyślonych Przyjaciół pani Foster. Seria ta zdobyła nagrody Emmy i Annie. Produkcję zakończono po pięciu latach, w 2009 roku.
W 2008 roku został producentem wykonawczym nowego projektu Cartoon Network o nazwie The Cartoonstitue. Projekt ten nie został zrealizowany, gdyż po 15 latach pracy Craig McCracken zrezygnował z pracy w Cartoon Network Studios.

## Życie prywatne
Ożenił się z Lauren Faust, z którą pracował przy serialu Atomówki i Dom dla Zmyślonych Przyjaciół pani Foster. Mają córkę o imieniu Quinn.